# ルイーズ・ドーモン

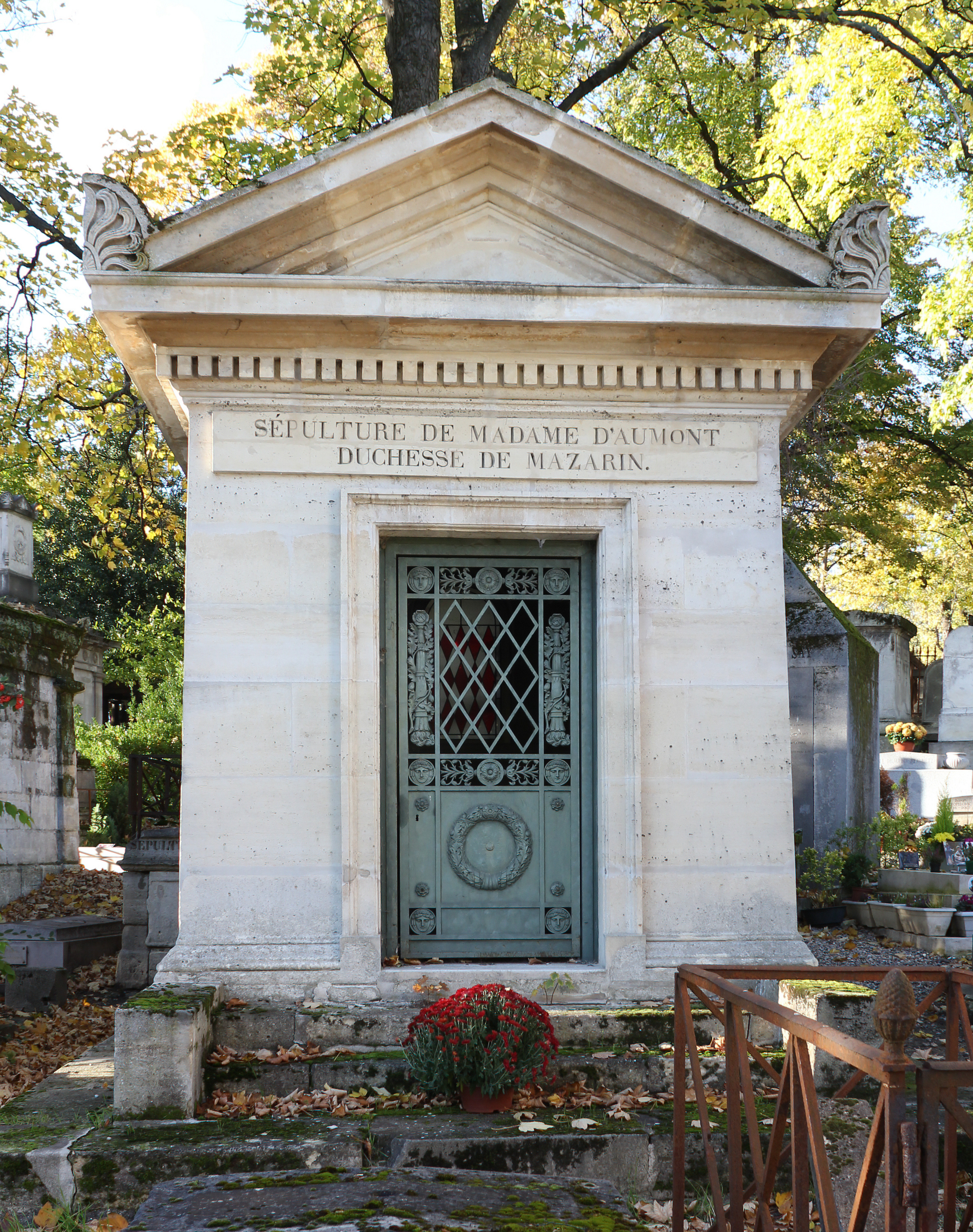
ペール・ラシェーズ墓地39区画にあるルイーズの墓廟

ルイーズ・フェリシテ・ヴィクトワール・ドーモン（Louise Félicité Victoire d'Aumont, duchesse de Mazarin, 1759年10月22日 - 1826年12月13日）は、フランスの貴族女性、モナコ公家に嫁ぎ、離婚するまではルイーズ・ド・モナコ（Louise de Monaco）と名乗った。

## 生涯
オーモン公ルイ・マリー・ドーモンと、マザラン女公ルイーズ・ジャンヌ・ド・デュルフォールの間の一人娘。オルタンス・マンチーニの玄孫であった母親から数多の爵位と所領を相続する。マザラン公爵、マイエンヌ公爵、ラ・メユレ公爵、フェレット伯爵、ベルフォール伯爵、タン伯爵、ローズモン伯爵、アルトキルシュ男爵、シャトー＝ポルシャン公、ギスカール侯爵、イサネン領主、ロンジュモー伯爵、シリー侯爵およびマシー男爵であり、これらは全て婚家のモナコ公家に継承された。
1777年7月15日、モナコ公世子オノレ（4世）と結婚した。ルイーズの相続する莫大な資産目当ての結婚だったが、彼女の資産の多くは抵当に入っており、さらにルイーズのギャンブル好きと衣装道楽のせいでモナコ公家の財政はさらに赤字となった。夫婦仲も険悪で、子が生まれるとすぐに別居した。
モナコは1793年2月14日フランスに併合された。義弟のモナコ公子ジョゼフがヴァンデの反乱に加担していたことが原因となり、反革命容疑者法に基づき、義妹マリー・テレーズ、舅、夫と共に逮捕・収監された。モナコ公家の侍医ドソルミュー（Desormeaux）がルイーズと息子たちを監獄から救出し、恐怖政治が終わるまで匿った。
1797年オノレ4世と正式に離婚。1801年2月6日ルネ・フランソワ・ティルナン＝ダルシと再婚したが、1803年には離婚した。

## 子女
最初の夫オノレ4世との間に2人の息子を儲けた。
- オノレ＝ガブリエル（1778年5月13日 - 1841年10月2日） - モナコ公オノレ5世[1]
- タンクレード＝フロレスタン（1785年10月10日 - 1856年6月26日） - モナコ公フロレスタン[1]

また、非嫡出子の娘を1人もうけた。
- アメリー・セレスト・エロドール・ドーモン（1794年 - 1820年）

娘のアメリーは1814年ラメス城で、軍人のルイ＝オーギュスタン・ムニエ・ド・モーロワ（1788年 - 1851年）と結婚し、3人の息子を儲けた。夫はラメス城の所有者の妻フランソワーズ・アンリエット・ルグラ・ド・ボーヴェルセ（1766年 - 1842年）と、最初の夫の間の息子である。1816年、今度はルイーズの次男フロレスタンが、城主夫人フランソワーズ・アンリエットと2番目の夫との間の娘カロリーヌ・ジベールと結婚した。ルイーズは疎遠な長男ではなく次男のフロレスタンに遺産を残した。

## 引用・脚注
1. 1 2 3 4 5  Edwards, Anne (2017) [1992]. “Tableau Genealogique de la Famille Grimaldi”. The Grimaldis of Monaco (英語). Guilford, Connecticut: Lyons Press. p. 348. ISBN 0-688-08837-6.
2. 1 2 3 4 5 6  Anne Edwards, The Grimaldis of Monaco, 1992
3. ↑  オリヴィエ・ブラン（フランス語版）（著）・小宮正弘（訳）『一五〇通の最後の手紙　フランス革命の断頭台から』朝日新聞社、1989年、P129。
4. ↑  ブラン、P130。
5. ↑  les premiers seigneurs d'Aumont